# Un monde parfait
«Un monde parfait» (Ун монд парфэ́, «Совершенный мир») — песня Илоны Митреси.
Во Франции сингл с ней был выпущен в начале 2005 года, сразу стал хитом и провёл 14 недель на 1 месте национального хит-парада.
Сингл также стал самым продаваемым синглом 2005 года во Франции и получил бриллиантовую сертификацию от французского Национального фонографического синдиката.

## Композиция
Песня основана на традиционной неаполитанской песне.

## Чарты и сертификации
| Чарты (2005)              | Наив. поз. |
| ------------------------- | ---------- |
| Австрия                   | 3          |
| Бельгия (Фландрия)        | Tip 17     |
| Бельгия (Валлония)        | 1          |
| Eurochart Hot 100         | 2          |
| Франция (SNEP)            | 1          |
| Германия                  | 2          |
| Италия (FIMI)             | 30         |
| Швейцария                 | 3          |
| Чарты (2006)              | Наив. поз. |
| Нидерланды (Mega Top 100) | 92         |

| Чарт (2005)        | Позиция | Наив. поз. |
| ------------------ | ------- | ---------- |
| Австрия            | 37      |            |
| Бельгия (Валлония) | 2       |            |
| Франция            | 1       |            |
| Германия           | 31      |            |
| Швейцария          | 23      |            |

| Страна  | Сертификация  | Дата         | Сертифицированный объём продаж | Физические продажи |
| ------- | ------------- | ------------ | ------------------------------ | ------------------ |
| Франция | Бриллиантовый | 15 июня 2005 | 750 000                        | 1 494 129+         |
| Бельгия | Платиновый    | 9 июля 2005  | 50 000                         |                    |